# Fernando Savater

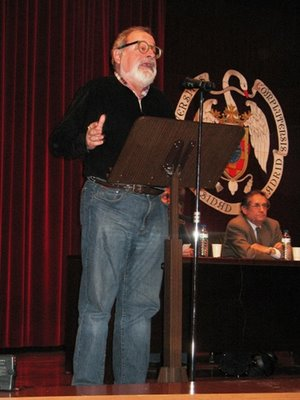
Fernando Savater

Fernando Savater (n. 21 iunie 1947, San Sebastián, Comunitatea Autonomă a Țării Basce, Spania) este un eseist, profesor de filozofie și filozof spaniol contemporan.
În anul 2004 se afla pe lista neagră a ETA din cauza declarațiilor sale antiteroriste și acțiunilor publice de susținere a non-violenței.

## Cariera didactică
Studiile liceale le-a parcurs la colegiile marianiste Santa Maria din San Sebastian si Pilar din Madrid. Studii universitare de filozofie la Universitatea Complutense din Madrid, doctor în 1975. Profesor suplinitor la Facultatea de Științe Politice si la cea de filozofie ale Universității Autonome din Madrid, de unde a fost îndepartat in 1971 din rațiuni strict politice. 
Din 1984, profesor de etica la Universitatea Țării Bascilor. Actualmente, profesor de filozofie la Universitatea Complutense din Madrid. Profesor invitat și conferențiar in numeroase centre universitare din intreaga lume. 
Activitate ziaristica intensa, colaborator permanent al cotidianului El Pais de la intemeierea acestuia. Director (impreuna cu Javier Pradera) al revistei Claves de razon practica. Premiul Național pentru eseu, 1982. Al 10-lea Premiu „Anagrama“ pentru eseu. 

## Premii și distinții
Finalist al premiului „Planeta“ in 1993 cu romanul El jardin de las dudas, centrat pe figura lui Voltaire. Premiul „Francisco Cerecedo“ al Asociatiei Ziaristilor Europeni in 1997 etc. Autor a peste patruzeci si cinci de carti (eseuri filozofice, literare, politice, romane si lucrari dramatice). 

## Selecție din operele publicate
- Ensayo sobre Cioran(Eseu despre Cioran) (Taurus, 1975)

- La tarea del heroe (Taurus, 1982)

- Invitacion a la etica(Invitatie la etică) (Anagrama, 1982)

- Panfleto contra el Todo(Pamflet împotriva tuturor) (Dopesa, 1978)

- Etica como amorpropio (Etica drept amor propriu) (Mondadori, 1989)

- Eticapara Amador (Ariel 1991)

- Politica tara Amador (Ariel, 1992)

- El jardin de las dudas (Planeta, 1993)

- Sin contempladones (Ed. Libertarias, 1994)

- Misterios gozosos, antologie de Hector Subirats (Espasa Calpe, 1995)

- Diccionario filosofico(Dicționar filozofic) (Planeta, 1995)

- Libre a fiente (Espasa Calpe, 1995)

- Malos y malditos (Alfaguara, 1996)

- El valor de educar (Ariel, 1997) etc.